# シマクイナ
シマクイナ（縞水鶏、Coturnicops noveboracensis）は、ツル目クイナ科シマクイナ属に分類される鳥類。

## 分布
- C. n. exquisitus　シマクイナ

大韓民国、中華人民共和国、日本、ロシア南東部
中華人民共和国北東部やロシア南東部で繁殖し、冬季になると広東省、福建省、日本、朝鮮半島中南部へ南下し越冬する。
- C. n. goldmani

メキシコ
- C. n. noveboracensis

アメリカ合衆国、カナダ南部
アメリカ合衆国北東部、カナダ南部で繁殖し、冬季になるとアメリカ合衆国南部へ南下し越冬する。

## 形態
全長13-19センチメートル。クイナ科の中では最も小型。上面の羽衣は褐色や黄褐色、黒褐色で、黒い縦縞と白く細い横縞が入る。白い横縞が入ることが和名の由来。頭部や胸部、体側面は褐色の羽毛で覆われる。喉や腹部の毛衣は白い。顔や胸部、体側面の羽衣は褐色や黄褐色で、体側面には黒や黒褐色、白や淡褐色の不明瞭な横縞が入る。初列風切は黒や黒褐色。次列風切は白く、基部は灰色。
後肢は褐色や黄褐色。
- C. n. exquisitus　シマクイナ

全長13センチメートル。

## 分類
亜種シマクイナを独立種とする説もあり、その場合は種C. noveboracensisの和名がアメリカシマクイナになる。
- Coturnicops noveboracensis exquisitus　(Swinhoe, 1873)　シマクイナ　Swinhoe's rail
- Coturnicops noveboracensis goldmani
- Coturnicops noveboracensis noveboracensis　(Gmelin, 1789)　　Yellow rail

## 生態
湖沼や湿原、ヨシ原に生息し、非繁殖地では塩性湿原も含めた湿原、農耕地などにも生息する。危険を感じるとごく短い距離を飛翔するか、茂みに隠れる。
食性は雑食で、爬虫類、無脊椎動物などを食べる。日中は草むらの中で動き回り餌を探していると思われるが、よくわかっていない。
繁殖形態は卵生。茂みに巣を作り、8-10個の卵を産む。飼育下ではメスのみ抱卵した例があり、抱卵期間は17-18日。飼育下ではメスのみ育雛を行う。

## 人間との関係
開発による生息地の破壊、水田の乾田化、農薬による獲物の減少などにより生息数が減少していると考えられている。
- C. n. exquisitus　シマクイナ

絶滅危惧IB類 (EN)（環境省レッドリスト）